# Музей скульптур просто неба Мідделгейм

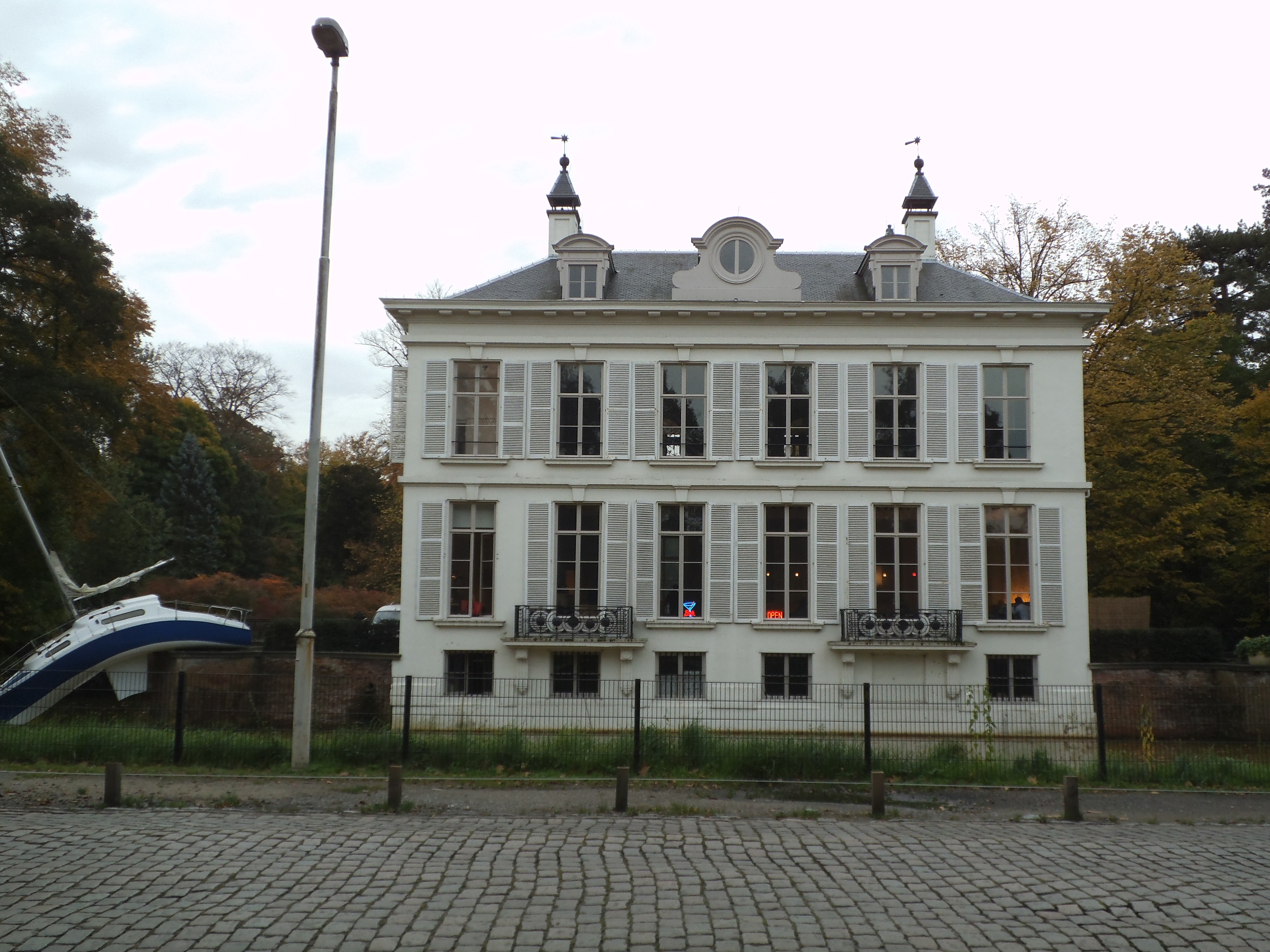
Замок у неокласичному стилі, де експонується частина колекції

Музей скульптур просто неба Мідделгейм (нід. Openluchtmuseum voor beeldhouwkunst Middelheim, фр. Musée de sculpture en plein air de Middelheim) — музей просто неба у бельгійському місті Антверпен.

## Історія
Парк Міддлгейм відомий із 1342 року, у 1910 році він був викуплений містом у приватних власників. Під час Другої світової війни був сильно пошкоджений під час авіаційних бомбардувань. У 1950 році у парку проходила перша міжнародна виставка скульптури і в тому ж році за ініціативою бургомістра Антверпена Крайбекса був створений музей сучасної скульптури просто неба. У створенні музею також брали участь і відомі іноземні фахівці, у тому числі професор Паллукіні, скульптори Генрі Мур й Осип Цадкін.

## Колекція
У колекції музею 1360 творів мистецтва, у тому числі 480 скульптур, 280 медалей і 600 малюнків і гравюр.

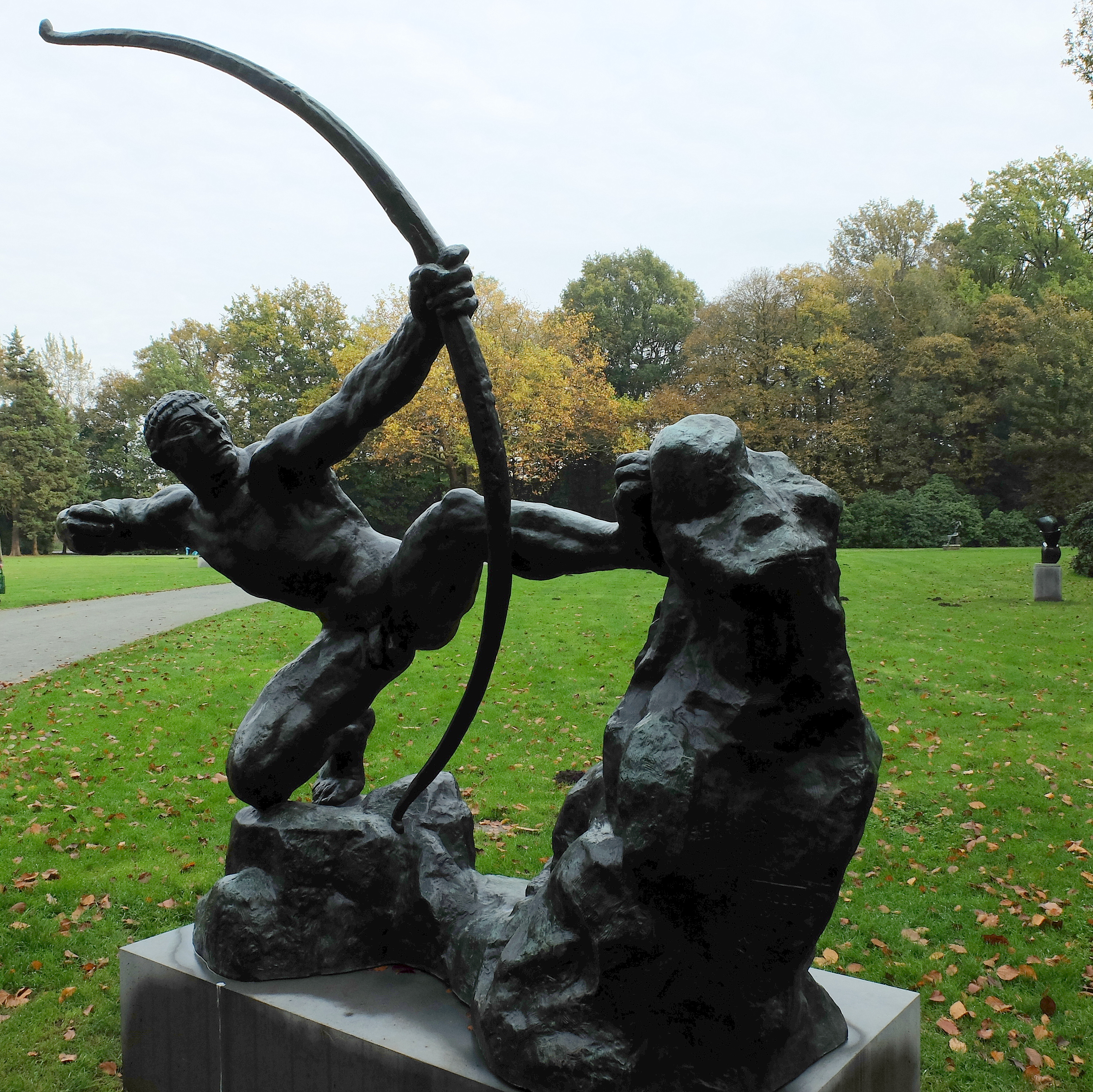
Антуан Бурдель, «Геракл — лучник», 1909
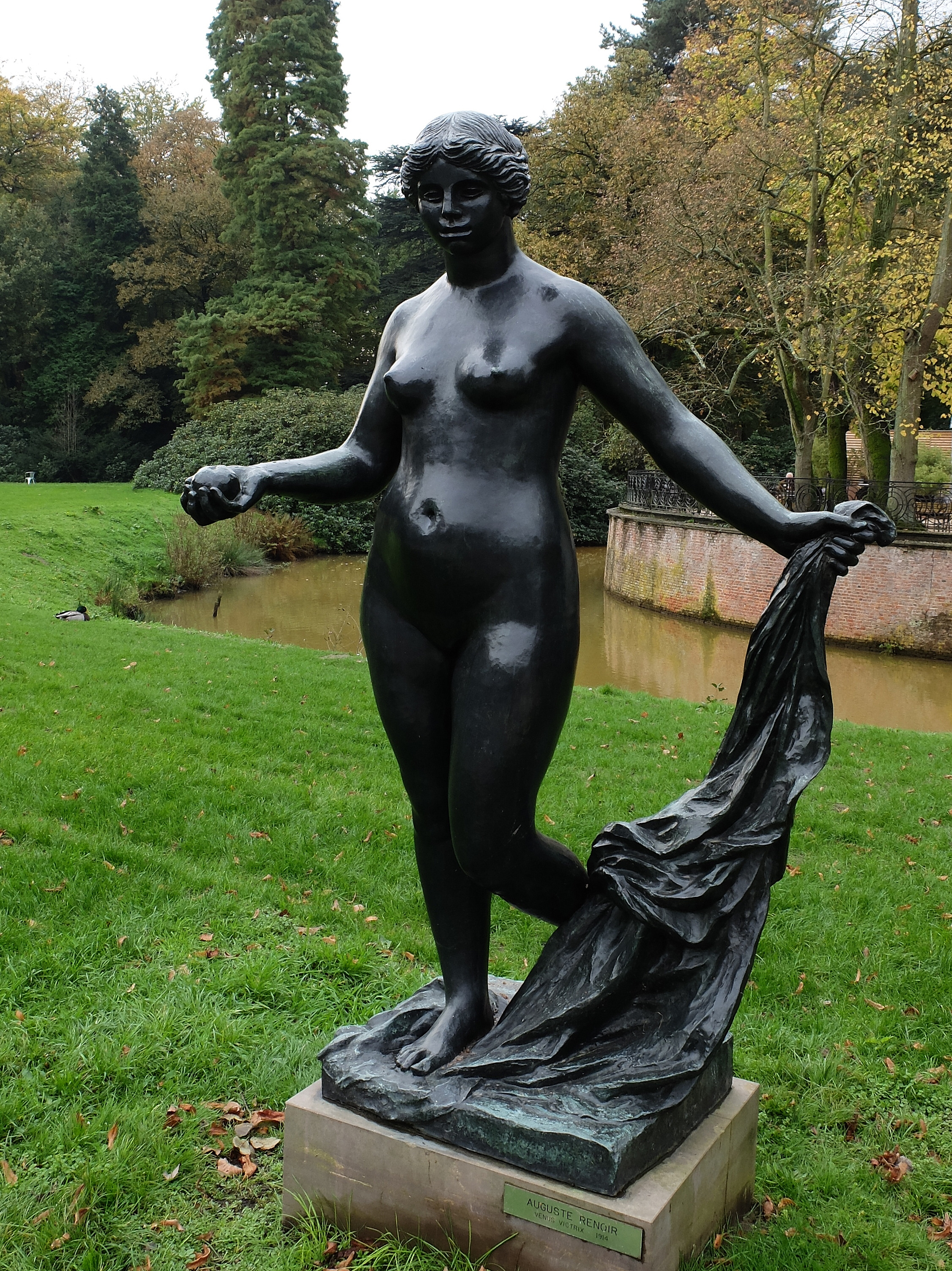
П'єр-Огюст Ренуар, Venus Victrix, 1914
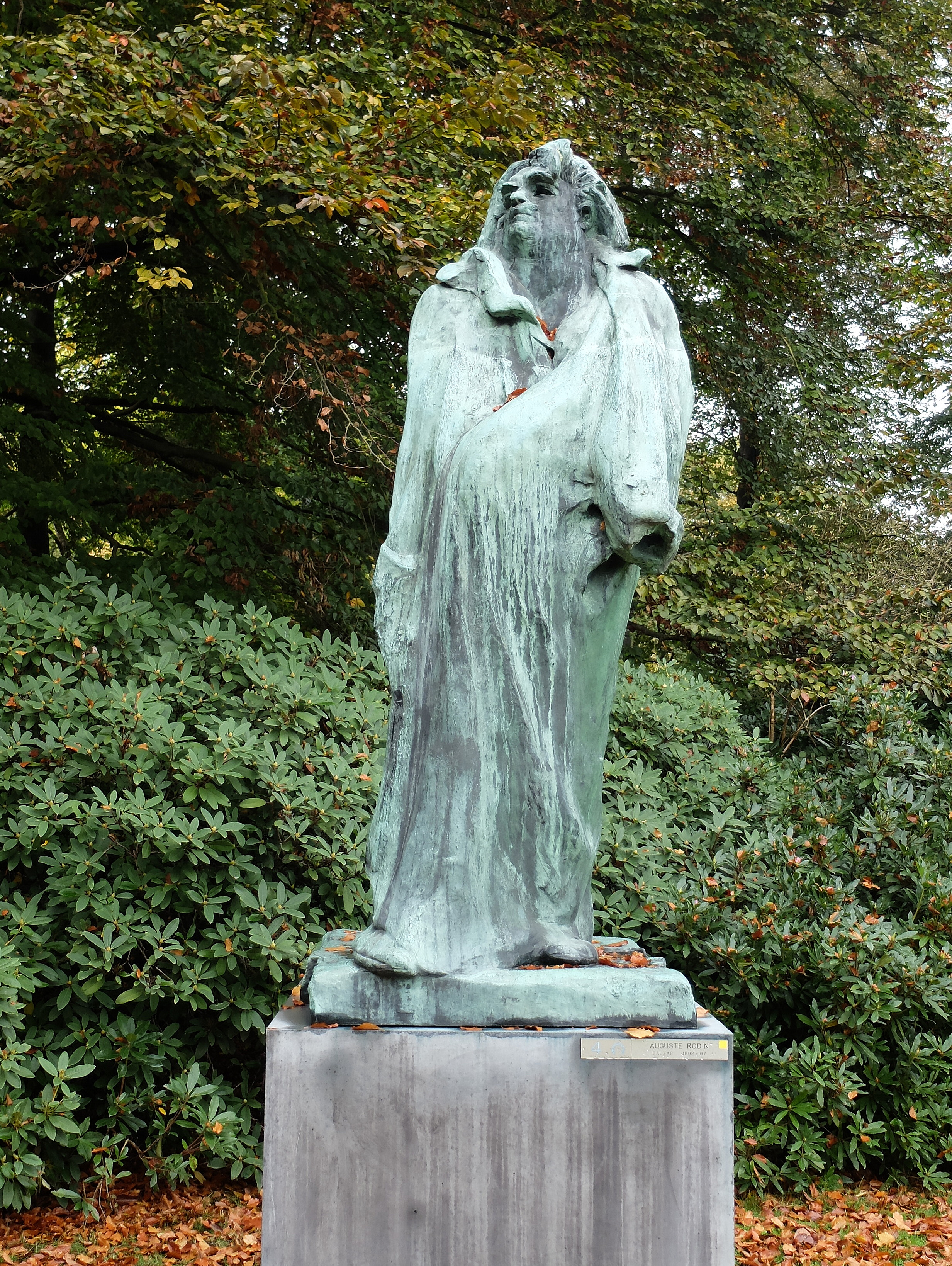
Огюст Роден, «Бальзак», 1897
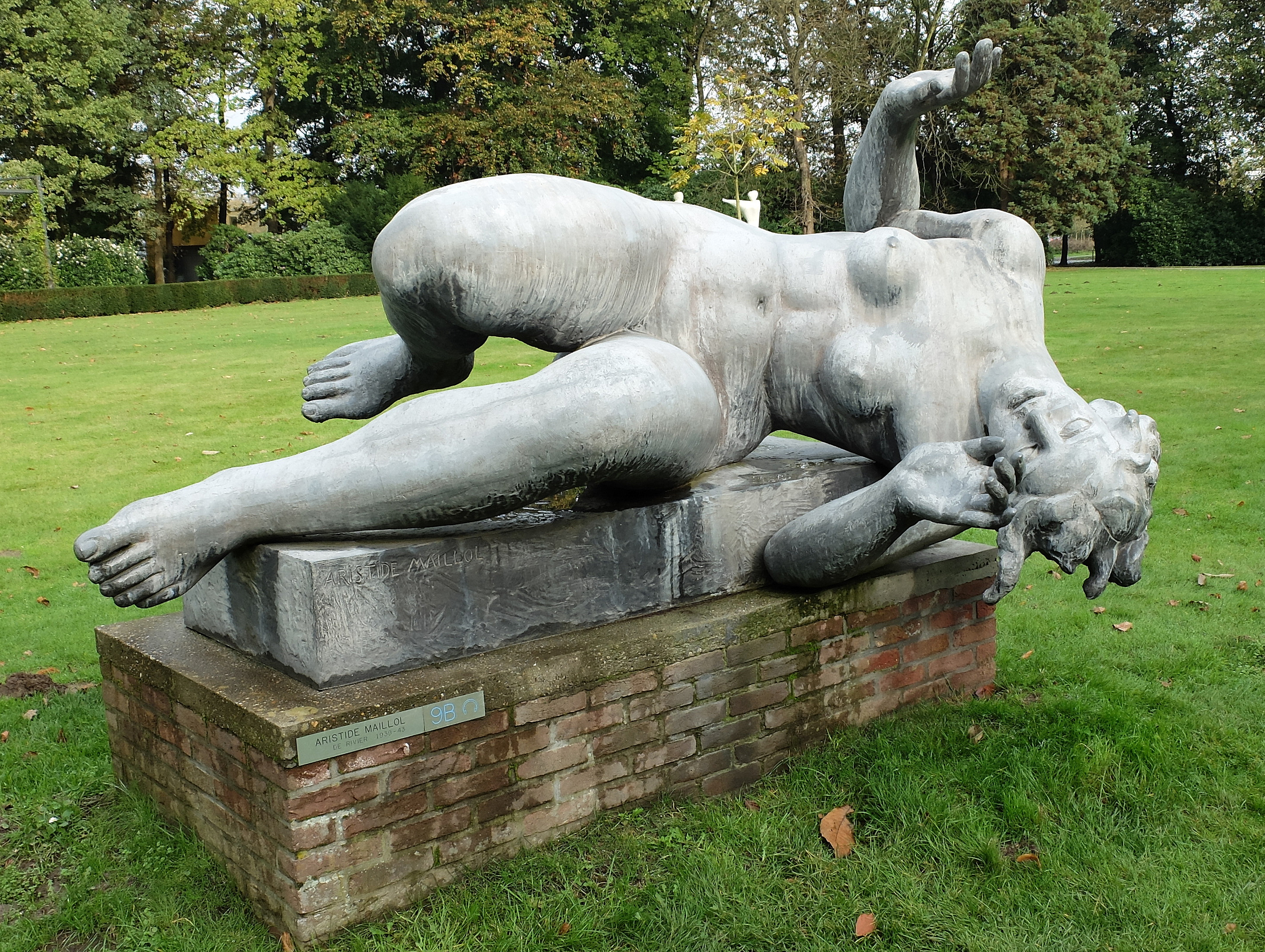
Арістид Майоль, «Ріка», 1938–1943
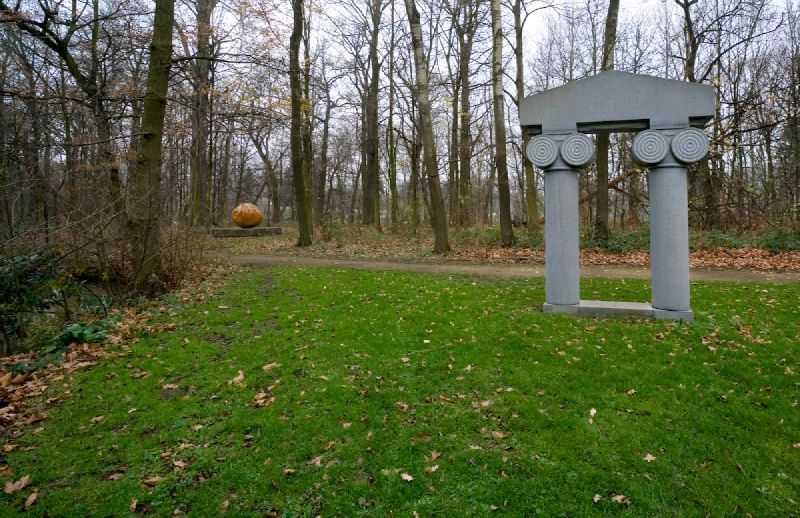
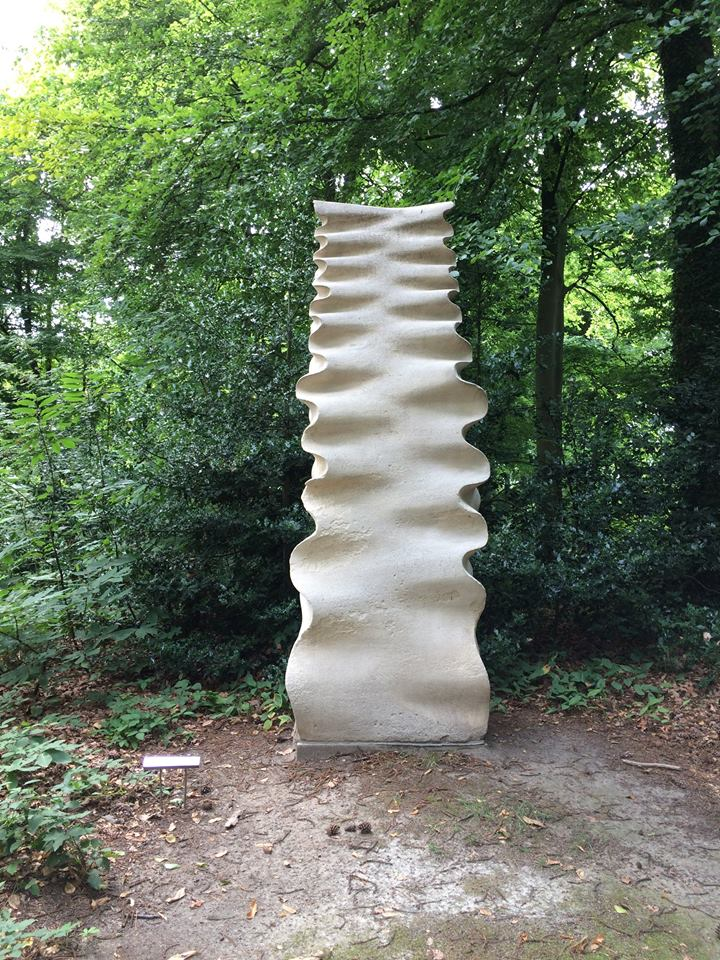
Ясуо Міцуй,  «біле полум'я»,  1975
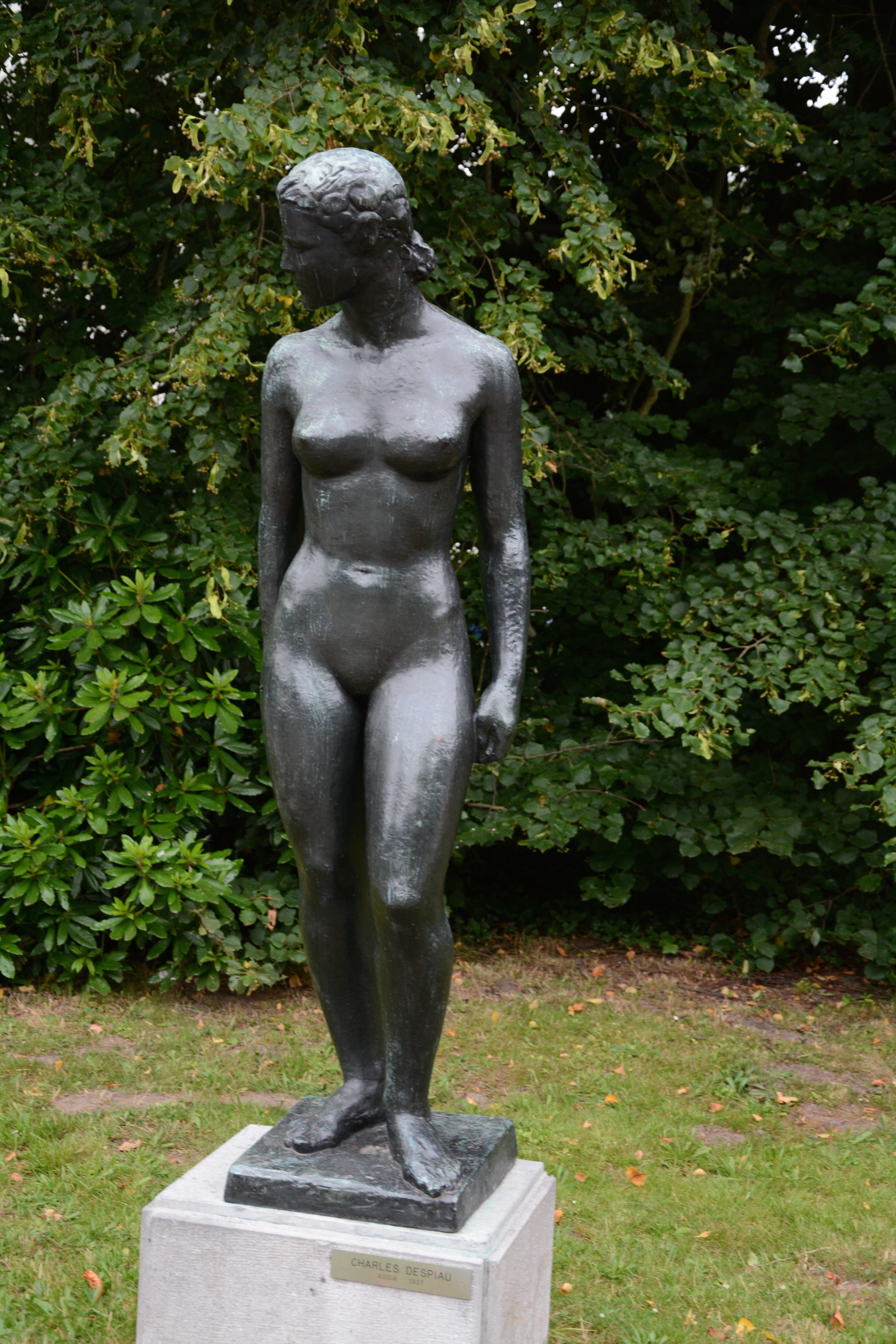
Шарль Деспіо, «Ассія», 1937
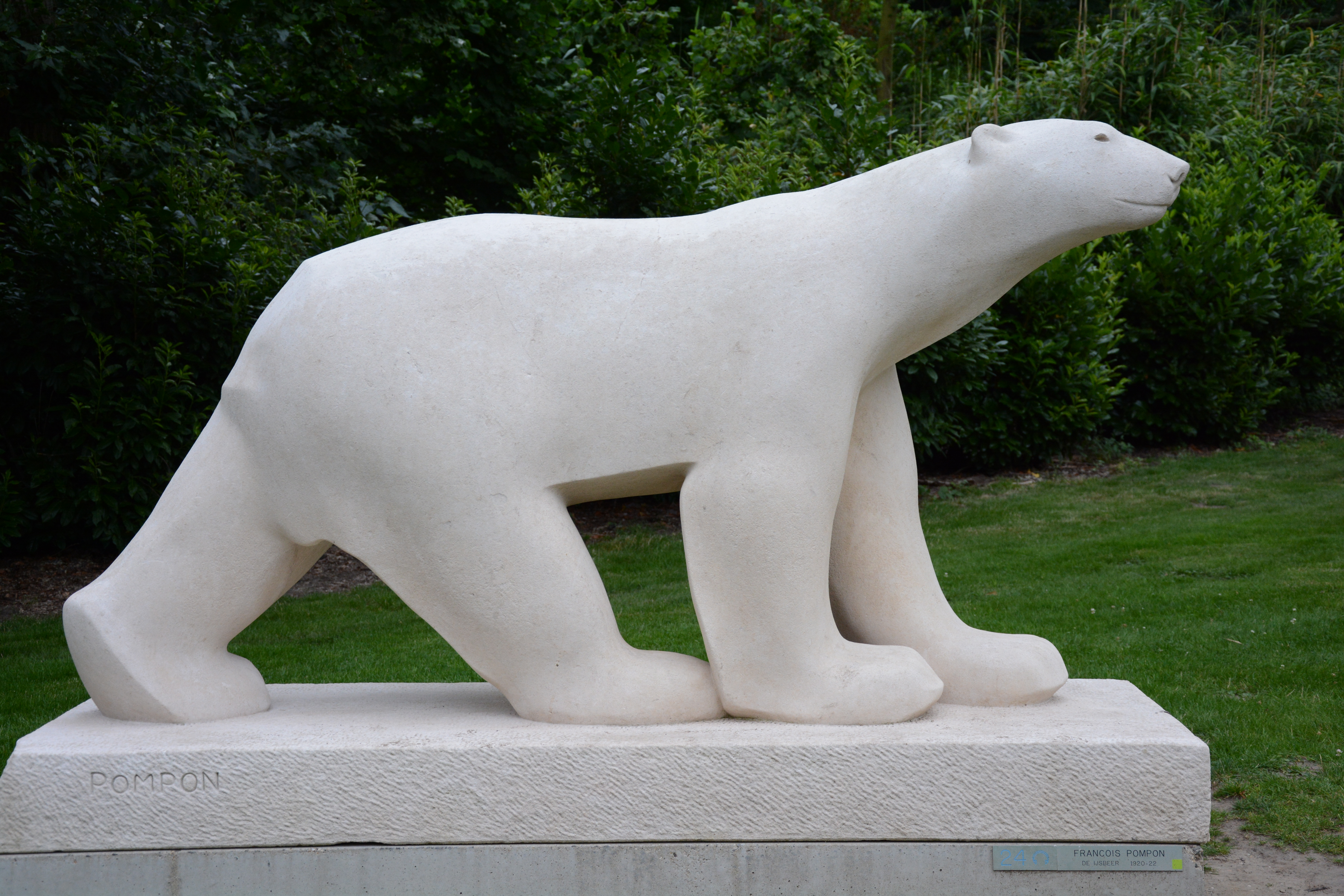
Франсуа Помпон, «Білий ведмідь», 1920